# Túnel de Linha Bonita Alta

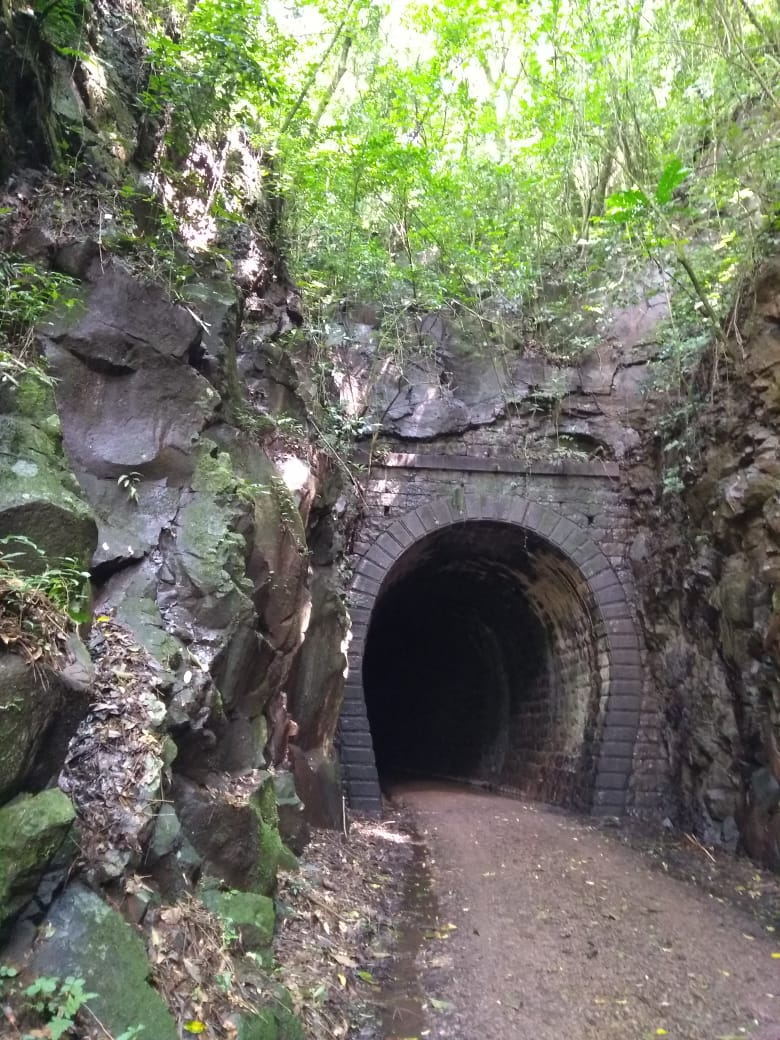
Foto do exterior do Túnel de Linha Bonita Alta

O Túnel de Linha Bonita Alta é um túnel localizado em Linha Bonita Alta, distrito do município de Salvador do Sul, no Rio Grande do Sul.

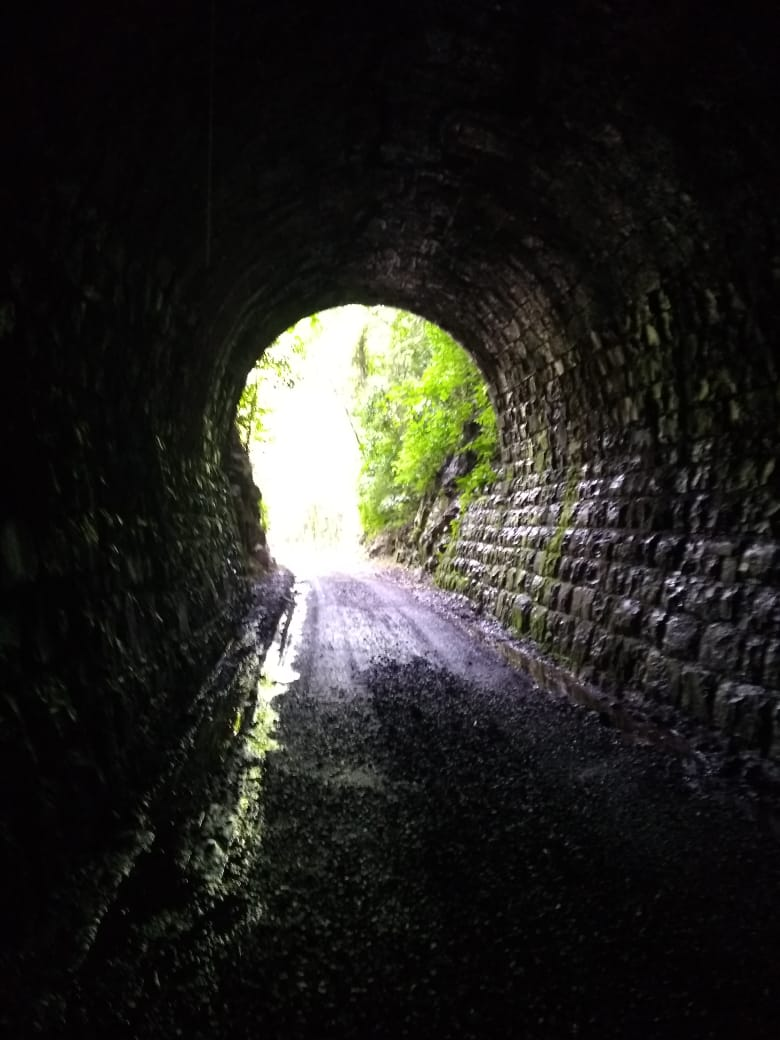
Foto do interior do túnel de Linha Bonita Alta

Inaugurado em 1907, tem 93 m de comprimento e é considerado o primeiro túnel curvilíneo da América Latina. Fazia parte do trajeto da ferrovia Montenegro-Caxias do Sul. A implantação da rede ferroviária no início do século XX, que foi desativada nos final da década de 1970, foi marco do comércio entre Salvador do Sul e cidades-polo, como Porto Alegre e Caxias do Sul, propiciando o desenvolvimento do município.
Até hoje o túnel existe, em estado de perfeita conservação, e atrai centenas de turistas ao pacato município.